# Sóly
Sóly község Veszprém vármegyében, a Veszprémi járásban. Területe már az Árpád-kor korai időszakában lakott volt, a 11. századi Sólyhoz köthető az államalapítás körüli évekből származó, kis számban fennmaradt hiteles oklevelek egyike, a veszprémi püspökség 1009. évi adománylevele, amelyet „István Isten kegyelméből a pannóniaiak királya”, azaz az államalapító Szent István király állított ki. Egyes feltevések szerint a környéken történt az az ütközet, amely Géza magyar fejedelem halála után eldöntötte az utódlás kérdését István és Koppány között, a mai településen több emlékmű is utal erre a kapcsolatra.

## Fekvése
A Balaton-felvidéknek a Bakony hegységgel találkozó törésvonalában, Veszprém és Várpalota között félúton, a 8-as főúttól déli irányban néhány száz méterre találjuk a szép fekvésű kis települést. A főút ezen a szakaszon Sóly és Hajmáskér határvonalát követi, nagyjából kelet-nyugati irányban, ott torkollik bele dél felől a Balatonfűzfő térségétől idáig vezető, a községen annak főutcájaként végighúzódó 7216-os út.

## Története
Betereg vagy más néven Sóly falu a jelenlegi település helyén állt, már feltehetően a magyarok honfoglalása előtt is, vagy rövidesen azután.
1002-ben vagy 1009-ben I. (Szent) István magyar király a veszprémi püspököt, illetve a püspökséget rendelte – természetesen csak egyházi vonatkozásban – Veszprém, Kolon (Zala), Alba (Fejér) és Visegrád királyi várispánságok fölé. Az adományozó okiratot – melynek csak másolata lelhető fel a veszprémi káptalan levéltárában – István király Sólyban adta ki. A keltezés a következőképpen íródott: „Anno ab icarnatione Domini millesimo VIIII”, azaz: „Datálva Sólyban, boldog István protomártír kápolnája mellett. Az Úr megtestesülésének 1009. évében.”
Valószínűsíthető, hogy Sóly település környéke volt a színhelye a magyarság későbbi történelmét alapvetően befolyásoló István-Koppány csatának, vagy valamilyen vonatkozásban érintette azt.
Sóly faluról Fényes Elek 1854-ben készített alaposabb leírást. Könyvében az alábbiakat írta:
„Sóly, magyar–német falu Veszprém vármegyében, Palota és Veszprém között, mindeniktől egyforma távolságra, 254 katholikus és 454 református lakos. Ez előtt a katholikusok is mind magyarok voltak, de most köztük több a német. A reformátusok temploma igen régi épület, s hihető, hogy még Szt. István király idejében formáltatott, mert a veszprémi püspökség itt erősíttetett meg, mint azt az oklevél vége mutatja: »Datum in villa nostra Sóly«. Határán keresztül foly a Séd vize, s ezen van egy hegyoldalban az uradalomnak egy igen mesterséges készületű papirosmalma. Földjei soványak, legelője köves, kopár, rétjei jók, bora nagyon derék, s ha sokáig áll, a somlyóival vetélkedik. Földesura: a zirci cisztercita apátság.”
Szomorú nevezetessége Sólynak, hogy 1880-ban a zirci apátság sólyi szőlőjében észlelték a Balaton-felvidéken először a filoxéra (szőlő-gyökértetű) első felbukkanását, amely rovarkártevőnek inváziószerű terjedése két év alatt elérte a vörösberényi szőlőhegyet, s az 1890-es évek közepére a balatoni térség teljes szőlőkultúráját megsemmisítette.
2018. május 19-én Sólyt és az egész országot egy, a falu külterületén történt gyermekgyilkosság rázta meg.

## Közélete

### Polgármesterei
- 1990–1994: Dr. Gémes György (független)[6]
- 1994–1998: Tilinger Ferenc (független)[7]
- 1998–2002: Tilinger Ferenc (független)[8]
- 2002–2006: Tilinger Ferenc (független)[9]
- 2006–2010: Juhász Tibor (független)[10]
- 2010–2014: Bikádi László Károly (független)[11]
- 2014–2019: Kaptur József (független)[12]
- 2019–2024: Kaptur József (független)[13]
- 2024–2025: Ispán Krisztina (független)[14]
- 2025– : Ispán Krisztina (független)[1]

A településen 2025. július 27-én időközi polgármester-választást (és képviselő-testületi választást) kellett tartani, az előző képviselő-testület május 9-én kimondott feloszlása miatt. A választáson az addigi polgármester is elindult, és bár csekély szavazatkülönbséggel, de meg is tudta tartani pozícióját.

## Népesség
A település népességének változása:
| Lakosok száma | 474  | 461  | 460  | 563  | 544  | 547  | 552  |
|               | 2013 | 2014 | 2015 | 2021 | 2022 | 2023 | 2024 |

A 2011-es népszámlálás során a lakosok 92,2%-a magyarnak, 1,9% németnek mondta magát (7,6% nem nyilatkozott; a kettős identitások miatt a végösszeg nagyobb lehet 100%-nál). A vallási megoszlás a következő volt: római katolikus 40%, református 24,2%, evangélikus 1,7%, felekezeten kívüli 16,1% (18% nem nyilatkozott).
2022-ben a lakosság 85,7%-a vallotta magát magyarnak, 0,6% németnek, 0,4% románnak, 0,2-0,2% szlováknak, szlovénnek és cigánynak, 2,8% egyéb, nem hazai nemzetiségűnek (14,3% nem nyilatkozott; a kettős identitások miatt a végösszeg nagyobb lehet 100%-nál). Vallásuk szerint 27,6% volt római katolikus, 13,6% református, 1,5% evangélikus, 0,6% egyéb keresztény, 0,6% egyéb katolikus, 14,7% felekezeten kívüli (41,5% nem válaszolt).

## Nevezetességek és látnivalók

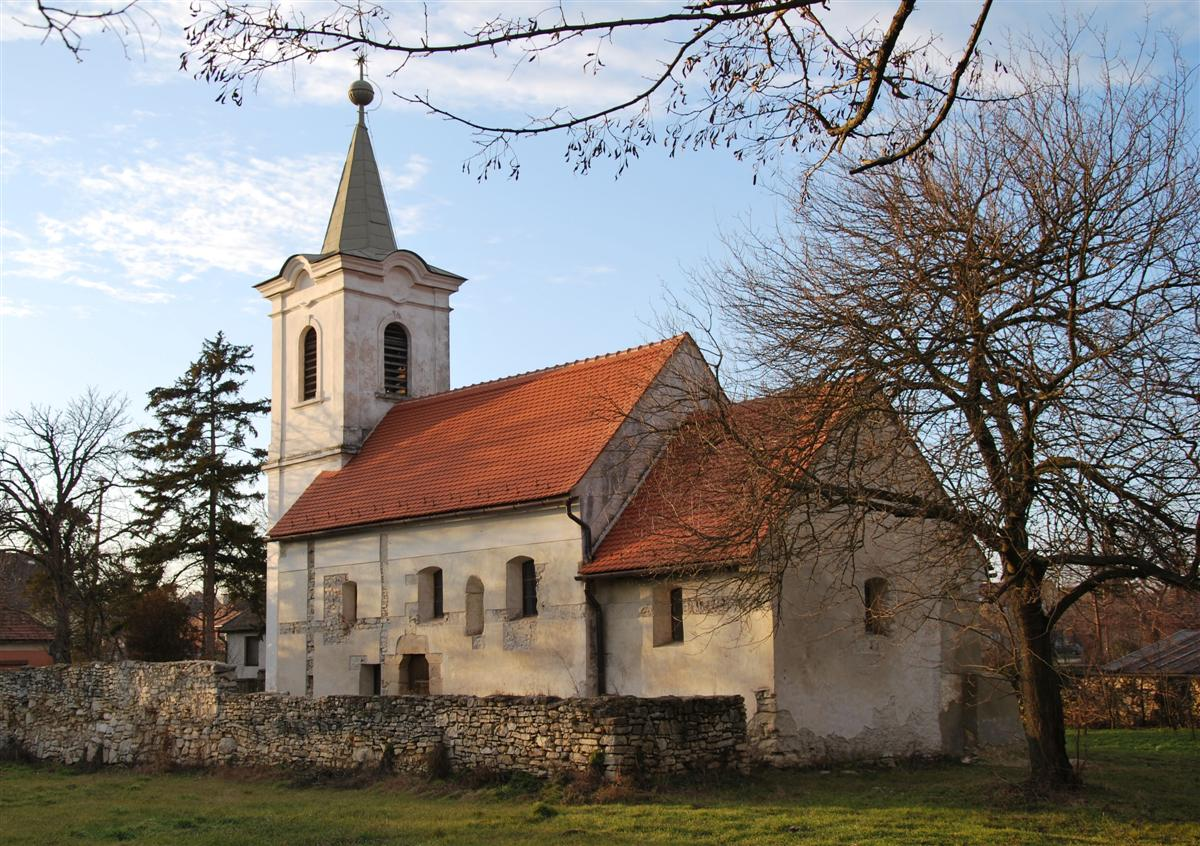
Református templom

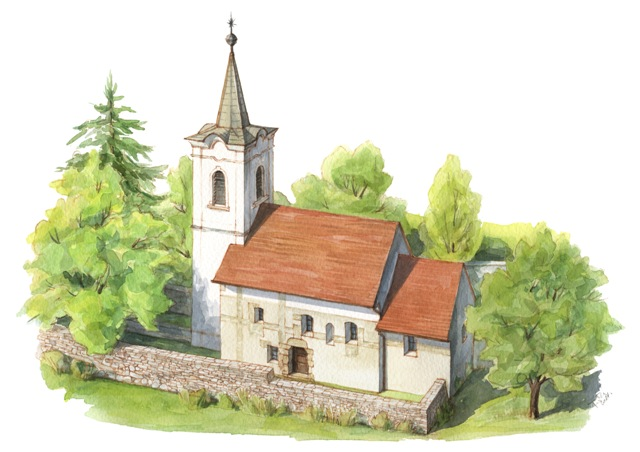
A sólyi templom rajza a látványtérképen

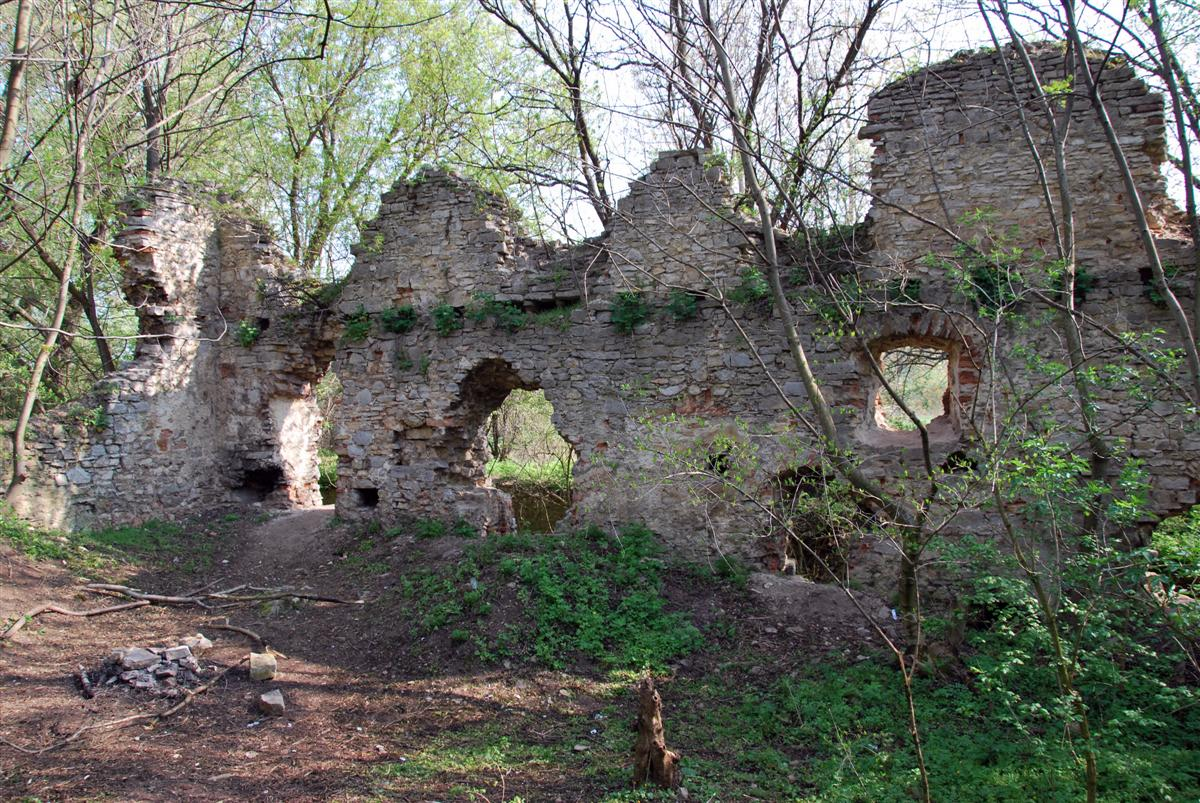
A sólyi papírmalom romjai

- Református templom: Győzelme után István kápolnát emeltetett Sólyban, a települést pedig – mint királyi birtokot – kiemelte a kialakuló közigazgatási rendből és sajátjaként kezelte. A fogadalmi kápolnát a Kr. u. 1009-ből származó királyi okirat az egyetlen olyan templommá teszi az országban, amely dokumentáltan Szent István személyéhez fűződik. A templomban folytatott ásatás során a padozat alatt középkori csontvázakat találtak 2009-ben.
- Katolikus templom: 1910-ben a Zirci ciszterci apátság építtette az ún. iskolakápolnát. A templom iskolaként is szolgált 64 éven át.
- Szent Kard: 1998-ban állították István és Koppány csatájának emlékére, a Sólyi Templomért Alapítvány és a helyi önkormányzat összefogásával; Pintér László fafaragó alkotása István király prágai székesegyházban őrzött kardjának másolata volt. Mindmáig a világ legnagyobb (12 méter magas) fából készült kardja. Az emlékműbe egyszer már belecsapott a villám, majd 2014 júliusában elkorhadva ki is dőlt,[18] jelenleg (2017-es állapot szerint) helyreállításra vár.
- Papírmalom: A zirci apátság építtette, papírszükségletének kielégítésére. A papírmalomban 1790-től 1851-ig több mint hatvan különböző vízjelű és típusú papírt készítettek. Az épület romjai ma is láthatók.
- Népi műemlék lakóházak
- Kálvária
- Kőhidak a Séd patakon
- Malmok

## Kultúra

### Rendezvények
- Szent Kard Fesztivál:
- Egyéb rendezvények:

### Kiállítások
- Helytörténeti kiállítás
- Pajta Galéria
- Maci kiállítás

### Híres szülöttei
- Kántás Károly (1912–1991) geofizikus, az MTA tagja, a tellurikus módszer bevezetője a magyarországi geofizikai nyersanyagkutatásokba.
- Kiss Albin (1874–1948) ciszterci szerzetes, történész

## Testvértelepülés
- Kisbacon – 2008 óta